# Country-Musik 1994
Die Liste bietet eine Übersicht über das Jahr 1994 im Genre Country-Musik.

## Ereignisse
- 8. Januar: Faith Hill veröffentlicht mit Wild One ihre erste Single. Sie wurde die erfolgreichste Single eines weiblichen  Newcomers in den Hot Country Singles & Tracks.[1]
- 30. Januar: Clint Black, Wynonna Judd, Travis Tritt und Tanya Tucker spielen die Halftime Show beim Super Bowl XXVIII.[2]
- März: Tim McGraws Song Indian Outlaw sorgt wegen seines stereotypen Textes über Indianer für eine Kontroverse und wird vielfach von den Radiostationen boykottiert. Dafür erreicht es die Popcharts.[3]
- 12. April: Die erste Ausgabe des Magazons Country Weekly erscheint.[4]
- 26. April: Johnny Cash veröffentlicht mit American Recordings sein vielfach prämiertes Comeback-Album mit Unterstützung von Rick Rubin.
- 9. Mai: Newcomer John Berry kippt während eines Konzertes auf der Bühne um. Ihm wird anschließend eine Zyste aus dem Gehirn entfernt. Es ist der Beginn eines jahrelangen Kampfes gegen Krebs.[5]

## Top Hits des Jahres

### Jahres-End-Charts
Dies ist die Top 10 der Year-End-Charts, die vom Billboard-Magazin erhoben wurde.
1. Pickup Man – Joe Diffie
2. Take Me As I Am – Faith Hill
3. When Love Finds You – Vince Gill
4. Not a Moment Too Soon – Tim McGraw
5. Now I Know – Lari White
6. This Is Me – Randy Travis
7. Goin’ Through the Big D – Mark Chesnutt
8. Untanglin’ My Mind – Clint Black
9. When the Thought of You Catches Up With Me – David Ball
10. Till You Love Me – Reba McEntire

### Nummer-1-Hits
- 1. Januar – Wild One – Faith Hill
- 29. Januar – Live Until I Die – Clay Walker
- 5. Februar – I Swear – John Michael Montgomery
- 5. März – I Just Wanted You to Know – Mark Chesnutt
- 12. März – Tryin' to Get Over You – Vince Gill
- 19. März – No Doubt About It – Neal McCoy
- 2. April – My Love – Little Texas
- 16. April – If the Good Die Young – Tracy Lawrence
- 30. April – Piece of My Heart – Faith Hill
- 7. Mai – A Good Run of Bad Luck – Clint Black
- 14. Mai – If Bubba Can Dance (I Can Too) – Shenandoah
- 21. Mai – Your Love Amazes Me – John Berry
- 28. Mai – Don't Take the Girl – Tim McGraw
- 11. Juni – That Ain't No Way to Go – Brooks & Dunn
- 18. Juni – Wink – Neal McCoy
- 16. Juli – Foolish Pride – Travis Tritt
- 23. Juli – Summertime Blues – Alan Jackson
- 13. August – Be My Baby Tonight – John Michael Montgomery
- 27. August – Dreaming With My Eyes Wide Open – Clay Walker
- 3. September – Whisper My Name – Randy Travis
- 10. September – XXX's and OOO's (An American Girl) – Trisha Yearwood
- 24. September – Third Rock From the Sun – Joe Diffie
- 8. Oktober – Who's That Man – Toby Keith
- 15. Oktober – She's Not the Cheatin' Kind – Brooks & Dunn
- 29. Oktober – Livin' On Love – Alan Jackson
- 19. November – Shut Up and Kiss Me – Mary Chapin Carpenter
- 26. November – If I Could Make a Living – Clay Walker
- 3. Dezember – The Big One – George Strait
- 10. Dezember – If You've Got Love – John Michael Montgomery
- 17. Dezember – Pickup Man – Joe Diffie

### Weitere Hits
Die Auswahl beschränkt sich auf Songs, die in den Country-Billboard-Charts in die Top 20 gekommen sind.
| US | Single                                     | Interpret               |
| -- | ------------------------------------------ | ----------------------- |
| 4  | Addicted to a Dollar                       | Doug Stone              |
| 11 | Baby Likes to Rock It                      | The Tractors            |
| 2  | Before You Kill Us All                     | Randy Travis            |
| 4  | The Boys and Me                            | Sawyer Brown            |
| 17 | The Call of the Wild                       | Aaron Tippin            |
| 2  | Callin' Baton Rouge                        | Garth Brooks            |
| 13 | The Cheap Seats                            | Alabama                 |
| 5  | The City Put the Country Back in Me        | Neal McCoy              |
| 9  | Daddy Never Was the Cadillac Kind          | Confederate Railroad    |
| 2  | Down on the Farm                           | Tim McGraw              |
| 20 | Elvis and Andy                             | Confederate Railroad    |
| 2  | Every Once in a While                      | BlackHawk               |
| 2  | Fast as You                                | Dwight Yoakam           |
| 10 | Girls with Guitars                         | Wynonna                 |
| 11 | Goodbye Says It All                        | BlackHawk               |
| 4  | Half the Man                               | Clint Black             |
| 4  | Hangin' In                                 | Tanya Tucker            |
| 5  | Hard to Say                                | Sawyer Brown            |
| 2  | He Thinks He'll Keep Her                   | Mary Chapin Carpenter   |
| 5  | Hey Cinderella                             | Suzy Bogguss            |
| 3  | How Can I Help You Say Goodbye             | Patty Loveless          |
| 3  | I Can't Reach Her Anymore                  | Sammy Kershaw           |
| 2  | I Never Knew Love                          | Doug Stone              |
| 2  | I See It Now                               | Tracy Lawrence          |
| 9  | I Sure Can Smell the Rain                  | BlackHawk               |
| 2  | I Take My Chances                          | Mary Chapin Carpenter   |
| 3  | I Try to Think About Elvis                 | Patty Loveless          |
| 3  | I Want to Be Loved Like That               | Shenandoah              |
| 4  | I Wish I Could Have Been There             | John Anderson           |
| 3  | I'd Like to Have That One Back             | George Strait           |
| 3  | I'm Holding My Own                         | Lee Roy Parnell         |
| 3  | I've Got It Made                           | John Anderson           |
| 19 | In My Own Backyard                         | Joe Diffie              |
| 12 | Independence Day                           | Martina McBride         |
| 8  | Indian Outlaw                              | Tim McGraw              |
| 6  | Is It Over Yet                             | Wynonna                 |
| 18 | It Won't Be Over You                       | Steve Wariner           |
| 5  | John Deere Green                           | Joe Diffie              |
| 8  | Jukebox Junkie                             | Ken Mellons             |
| 5  | Kick a Little                              | Little Texas            |
| 6  | Life #9                                    | Martina McBride         |
| 4  | Lifestyles of the Not So Rich and Famous   | Tracy Byrd              |
| 2  | A Little Less Talk and a Lot More Action   | Toby Keith              |
| 2  | Little Rock                                | Collin Raye             |
| 2  | Love a Little Stronger                     | Diamond Rio             |
| 8  | Lovebug                                    | George Strait           |
| 4  | The Man in Love with You                   | George Strait           |
| 8  | Man of My Word                             | Collin Raye             |
| 6  | More Love                                  | Doug Stone              |
| 2  | National Working Woman's Holiday           | Sammy Kershaw           |
| 1  | No Doubt About It                          | Neal McCoy              |
| 13 | Nobody's Gonna Rain on Our Parade          | Kathy Mattea            |
| 5  | Now I Know                                 | Lari White              |
| 18 | O What a Thrill                            | The Mavericks           |
| 7  | One Night a Day                            | Garth Brooks            |
| 7  | Renegades, Rebels and Rogues               | Tracy Lawrence          |
| 2  | Rock Bottom                                | Wynonna                 |
| 2  | Rock My World (Little Country Girl)        | Brooks & Dunn           |
| 4  | Rope the Moon                              | John Michael Montgomery |
| 3  | She Can't Say I Didn't Cry                 | Rick Trevino            |
| 6  | She Dreams                                 | Mark Chesnutt           |
| 15 | She Thinks His Name Was John               | Reba McEntire           |
| 4  | She'd Give Anything                        | Boy Howdy               |
| 5  | Spilled Perfume                            | Pam Tillis              |
| 3  | Standing Outside the Fire                  | Garth Brooks            |
| 2  | State of Mind                              | Clint Black             |
| 14 | Stop on a Dime                             | Little Texas            |
| 7  | T.L.C. A.S.A.P.                            | Alabama                 |
| 2  | Take Me as I Am                            | Faith Hill              |
| 17 | Take These Chains from My Heart            | Lee Roy Parnell         |
| 10 | That's My Baby                             | Lari White              |
| 6  | That's My Story                            | Collin Raye             |
| 20 | There Goes My Heart                        | The Mavericks           |
| 7  | They Asked About You                       | Reba McEntire           |
| 2  | They Don't Make 'Em Like That Anymore      | Boy Howdy               |
| 2  | Thinkin' Problem                           | David Ball              |
| 2  | Third Rate Romance                         | Sammy Kershaw           |
| 20 | (Tonight We Just Might) Fall in Love Again | Hal Ketchum             |
| 14 | Try Not to Look So Pretty                  | Dwight Yoakam           |
| 4  | Untanglin' My Mind                         | Clint Black             |
| 3  | Walking Away a Winner                      | Kathy Mattea            |
| 4  | Watermelon Crawl                           | Tracy Byrd              |
| 6  | We Can't Love Like This Anymore            | Alabama                 |
| 11 | We Don't Have to Do This                   | Tanya Tucker            |
| 9  | We Just Disagree                           | Billy Dean              |
| 2  | What the Cowgirls Do                       | Vince Gill              |
| 5  | What's in It for Me                        | John Berry              |
| 3  | When Love Finds You                        | Vince Gill              |
| 7  | When the Thought of You Catches Up with Me | David Ball              |
| 2  | When You Walk in the Room                  | Pam Tillis              |
| 2  | Whenever You Come Around                   | Vince Gill              |
| 11 | Where Do I Fit in the Picture              | Clay Walker             |
| 20 | Where Was I                                | Ricky Van Shelton       |
| 4  | (Who Says) You Can't Have It All           | Alan Jackson            |
| 5  | Why Haven't I Heard from You               | Reba McEntire           |
| 2  | Wish I Didn't Know Now                     | Toby Keith              |
| 12 | Words by Heart                             | Billy Ray Cyrus         |
| 20 | You Just Watch Me                          | Tanya Tucker            |
| 6  | You Will                                   | Patty Loveless          |

## Alben

### Jahres-End-Charts
Dies ist die Top 10 der Year-End-Charts, die vom Billboard-Magazin erhoben wurde.
1. Not a Moment Too Soon – Tim McGraw
2. The Tractors – The Tractors
3. Stones in the Road – Mary Chapin Carpenter
4. Who I Am – Alan Jackson
5. Waitin’ on Sundown – Brooks & Dunn
6. Lead On – George Strait
7. Read My Mind – Reba McEntire
8. Third Rock from the Sun – Joe Diffie
9. When Love Finds You – Vince Gill
10. You Might Be a Redneck If … – Jeff Foxworthy

### Nummer-1-Alben
- 1. Januar – Common Thread: The Songs of the Eagles – Various Artists
- 22. Januar – Greatest Hits Volume II – Reba McEntire
- 29. Januar – Common Thread: The Songs of the Eagles – Various Artists
- 12. Februar – Kickin’ It Up – John Michael Montgomery
- 26. März – Rhythm, Country & Blues – Various Artists
- 9. April – Not a Moment Too Soon – Tim McGraw
- 23. Juli – Who I Am – Alan Jackson
- 30. Juli – Not a Moment Too Soon – Tim McGraw
- 15. Oktober – Waitin’ on Sundown – Brooks & Dunn
- 22. Oktober – Stones in the Road – Mary Chapin Carpenter
- 26. November – Lead On – George Strait
- 10. Dezember – Not a Moment Too Soon – Tim McGraw

### Weitere Alben
Die Auswahl beschränkt sich auf Alben, die in den Country-Billboard-Charts in die Top 20 gekommen sind.
| US | Album                         | Interpret            | Record Label     |
| -- | ----------------------------- | -------------------- | ---------------- |
| 3  | 8 Seconds                     | Various Artists      | MCA Nashville    |
| 15 | BlackHawk                     | BlackHawk            | Arista Nashville |
| 8  | Boomtown                      | Toby Keith           | Mercury/PolyGram |
| 13 | Bryan White                   | Bryan White          | Asylum           |
| 12 | Extremes                      | Collin Raye          | Epic             |
| 9  | Feelin' Good Train            | Sammy Kershaw        | Mercury/PolyGram |
| 8  | Greatest Hits Vol. III        | Alabama              | RCA Nashville    |
| 17 | Haywire                       | Chris LeDoux         | Liberty          |
| 17 | Healing Hands of Time         | Willie Nelson        | Liberty          |
| 16 | Heartsongs: Live from Home    | Dolly Parton         | Columbia         |
| 3  | I See It Now                  | Tracy Lawrence       | Atlantic         |
| 4  | If I Could Make a Living      | Clay Walker          | Giant            |
| 10 | Kick a Little                 | Little Texas         | Warner Bros.     |
| 19 | Lookin' Back at Myself        | Aaron Tippin         | RCA Nashville    |
| 13 | Love a Little Stronger        | Diamond Rio          | Arista Nashville |
| 4  | Maverick (Soundtrack)         | Various Artists      | Atlantic         |
| 13 | No Doubt About It             | Neal McCoy           | Atlantic         |
| 3  | No Ordinary Man               | Tracy Byrd           | MCA Nashville    |
| 6  | Notorious                     | Confederate Railroad | Atlantic         |
| 8  | One Emotion                   | Clint Black          | RCA Nashville    |
| 19 | She'd Give Anything           | Boy Howdy            | Curb             |
| 8  | Skynyrd Frynds                | Various Artists      | MCA Nashville    |
| 11 | Storm in the Heartland        | Billy Ray Cyrus      | Mercury/PolyGram |
| 17 | The Sweetest Gift             | Trisha Yearwood      | MCA Nashville    |
| 6  | Sweetheart's Dance            | Pam Tillis           | Arista Nashville |
| 3  | Ten Feet Tall and Bulletproof | Travis Tritt         | Warner Bros.     |
| 6  | Thinkin' Problem              | David Ball           | Warner Bros.     |
| 10 | This Is Me                    | Randy Travis         | Warner Bros.     |
| 12 | Walking Away a Winner         | Kathy Mattea         | Mercury/PolyGram |
| 7  | War Paint                     | Lorrie Morgan        | BNA              |
| 6  | What a Crying Shame           | The Mavericks        | MCA Nashville    |
| 15 | What a Way to Live            | Mark Chesnutt        | Decca Nashville  |
| 8  | When Fallen Angels Fly        | Patty Loveless       | Epic             |

## Geboren
- 4. Mai: RaeLynn, Countrysängerin (God Made Girls)[9]
- 8. November: Lauren Alaina, Teilnehmerin an der 10. Staffel von American Idol und anschließend erfolgreiche Solokünstlerin

## Gestorben
- 18. Januar: Eddie Hill (72), Vater des Country Boogies
- 4. Mai: Lloyd Ellis (74), Jazz- und Countrymusiker
- 4. Juni: Zeke Clements (83), hatte eine der längsten und ausgedehntesten Karrieren in der Geschichte der Country-Musiker
- 13. Juni: Johnnie Strickland (58), Rockabilly- und Countrymusiker
- 29. Oktober: Jimmy Swan (82), Country-Sänger (The Last Letter)
- 6. November: Skeeter Bonn (71), Country-Musiker
- Unbekanntes Datum: Roy Duke, Country- und Rockabilly-Sänger (Behave, Be Qiet or Begone)

## Neue Mitglieder der Hall of Fames

### International Bluegrass Music Hall of Fame
- Osborne Brothers
  - Bobby Osborne
  - Sonny Osborne

### Country Music Hall of Fame
- Merle Haggard (1937–2016)

### Canadian Country Music Hall of Fame
- Dick Damron
- Hank Smith

### Nashville Songwriters Hall of Fame
- Jerry Foster & Bill Rice
- Buddy Holly
- Richard Leigh
- Bobby Russell

## Bedeutende Auszeichnungen

### Grammys
- Best Female Country Vocal Performance – Mary Chapin Carpenter – Passionate Kisses
- Best Male Country Vocal Performance – Dwight Yoakam – Ain't That Lonely Yet
- Best Country Performance By A Duo Or Group – Brooks & Dunn – Hard Workin' Man
- Best Country Collaboration With Vocals – Linda Davis & Reba McEntire – Does He Love You
- Best Country Instrumental Performance – Asleep At The Wheel – Red Wing
- Best Country Song – Lucinda Williams – Passionate Kisses
- Best Bluegrass Album – Nashville Bluegrass Band – Waitin' For The Hard Times To Go[10]

### Academy of Country Music Awards
- Entertainer Of The Year – Garth Brooks
- Song Of The Year – I Love The Way You Love Me – John Michael Montgomery – Victoria Shaw, Chuck Cannon
- Single Of The Year – Chattahoochee – Alan Jackson
- Album Of The Year – A Lot About Livin' – Alan Jackson
- Top Male Vocalist – Vince Gill
- Top Female Vocalist – Wynonna
- Top Vocal Duo – Brooks & Dunn
- Top Vocal Group – Little Texas
- Top New Male Vocalist – John Michael Montgomery
- Top New Female Vocalist – Faith Hill
- Top New Vocal Duo Or Group – Gibson Miller Band
- Video Of The Year – We Shall Be Free – Garth Brooks

### ARIA Awards
- Best Country Album – Three Chain Road – Lee Kernaghan

### Canadian Country Music Association
- Bud Country Fans' Choice Award – Prairie Oyster
- Male Artist of the Year – Charlie Major
- Female Artist of the Year – Patricia Conroy
- Group or Duo of the Year – Prairie Oyster
- SOCAN Song of the Year – I'm Gonna Drive You Out of My Mind, Charlie Major, Barry Brown
- Single of the Year – I'm Gonna Drive You Out of My Mind, Charlie Major
- Album of the Year – The Other Side, Charlie Major
- Top Selling Album – In Pieces, Garth Brooks
- Video of the Year – Stolen Moments, Jim Witter
- Vista Rising Star Award – Susan Aglukark
- Vocal Collaboration of the Year – Quartette

### Country Music Association Awards
- Entertainer of the Year – Vince Gill
- Song Of The Year – Chattahoochee – Alan Jackson / Jim McBride
- Single Of The Year – I Swear – John Michael Montgomery
- Album Of The Year – Common Thread: The Songs Of The Eagles – verschiedene Interpreten
- Male Vocalist Of The Year – Vince Gill
- Female Vocalist Of The Year – Pam Tillis
- Vocal Duo Of The Year – Brooks & Dunn
- Vocal Group Of The Year – Diamond Rio
- Musician Of The Year – Mark O’Connor
- Horizon Award – John Michael Montgomery
- Vocal Event Of The Year – Reba McEntire mit Linda Davis – Does He Love You
- Music Video Of The Year – Independence Day – Martina McBride

### Juno Awards
- Country Male Vocalist of the Year – Charlie Major
- Country Female Vocalist of the Year – Michelle Wright
- Country Group or Duo of the Year – Prairie Oyster

### American Music Awards
- Favorite Country Male Artist – Garth Brooks
- Favorite Country Female Artist – Reba McEntire
- Favorite Country Band/Duo/Group – Alabama
- Favorite Country Album – A Lot About Livin’ (And a Little ’Bout Love) – Alan Jackson
- Favorite Country Song – Chattahoochee – Alan Jackson
- Favorite Country New Artist – John Michael Montgomery